# Saint-Germain-le-Châtelet
Saint-Germain-le-Châtelet är en kommun i departementet Territoire de Belfort i regionen Bourgogne-Franche-Comté i östra Frankrike. Kommunen ligger i kantonen Rougemont-le-Château som tillhör arrondissementet Belfort. År 2022 hade Saint-Germain-le-Châtelet 664 invånare.

## Befolkningsutveckling
Antalet invånare i kommunen Saint-Germain-le-Châtelet
| Referens: INSEE |